# Listrophora evansi
Listrophora evansi är en insektsart som beskrevs av Boulard 1971. Listrophora evansi ingår i släktet Listrophora och familjen dvärgstritar. Inga underarter finns listade i Catalogue of Life.